# Côme Ôbeuf
Côme Obeuf, né en 1779, mort en 1864, est médecin et maire de la ville de Meudon dans le département de Seine-et-Oise de 1838 à 1848.

## Biographie
Côme Damien Joseph Obeuf est né le 12 janvier 1779, à Sailly-sur-la-Lys, dans le Pas-de-Calais. Début 1800, il est étudiant en médecine. En l’an XI (1803), il présente à l'École de médecine de Paris sa thèse Dissertation sur l'apoplexie. Il épouse le 13 juin 1811 Mélanie Barbier de Villeneuve à Meudon.
Come Obeuf exerce la médecine et la chirurgie à Meudon. Il est en même temps maire de la ville de 1838 jusqu'en 1848. En 1841, il adresse au préfet un rapport détaillé sur l'industrie et le commerce de la ville. Lors de la catastrophe ferroviaire de Meudon en mai 1842, il déploie tous ses efforts pour les secours, comme maire et comme médecin. Il est ensuite chargé de faire un rapport officiel au préfet. Il prend en 1844 un arrêté favorable à la construction de l'église Notre-Dame de l'Assomption de Meudon, alors sur Bellevue. Il fait construire une nouvelle route de Paris à Meudon, et trouve pour cela un financement extérieur à la commune ; il améliore aussi la voirie locale en cédant une part de terrain de sa propriété.
Il meurt le 18 janvier 1864 à Meudon-Bellevue.

## Hommages
Son nom est donné à une rue de Meudon : la rue Obeuf, à Meudon.